# 郭秩 (成化進士)
郭秩（1437年—？），字持倫，江西吉安府萬安縣人，泰和縣民籍，明朝政治人物。進士出身。

## 生平
早年出身國子生，江西鄉試第十二名。成化十一年（1475年）乙未科會試第二百九名，殿試登進士第三甲第七十一名。

## 家族
曾祖父郭金章。祖父郭伯謙。父亲郭良清。